# Цой-Педе
Цой-Педе́ (чеч. Цӏайн-пхьеда — «поселення божества»), «місто мертвих» — поховальна споруда у верхів'ях Малхостінської ущелини. Один із найбільших середньовічних некрополів на Кавказі. Розташований в Ітум-Калинському районі, біля злиття річок Чанти-Аргун та Меші-хі на околицях селища Цой-Педе в Чеченській Республіці.

## Географія
Розташоване за 40 км на південний захід від селища Ітум-Кале. Тут у річку Чанти-Аргун впадає льодовикова річка Мешехі, утворюючи на стику злиття з Чанти-Аргуном мис, спрямований кутом із півночі на південь, абсолютно недоступний із трьох боків, а четвертий північний бік, утворюючи довгий гострогорбий перешийок, упирається в кам'яні скелі підніжжя хребту Кюрелам. На території мису, що становить природне укріплення, розташований некрополь.

## Історія
Деякі чеченські дослідники припускають, що в Цой-педі іноді засідав своєрідний вищий представницький орган нахських племен — Мехк-кхел. Часовий період, коли відбувалися збори саме у цьому поселенні, автори не уточнюють.

## Опис
У місті є два язичницькі жертовники-стовпи, захисні свастики, хрести та солярні спіралі на стінах, що охороняють вхід до міста мертвих. За ними розкидані 42 могили-склепи (малх-кешнаш), укриті двосхилим сланцевим дахом, у багатьох перед лазом облаштовані досить глибокі ніші. Склепи Цой-Педе датуються XIV—XVIII століттями. Над склепами височить бойова вежа (Каш бӏов), прикрашена мозаїкою: по сірому тлу стіни світлим камінням викладено фігуру людини, мабуть, Святого Георгія. У нього розкинуті руки й розставлені ноги.
За загороджувальною стіною, прибудованою до сторожової вежі (чеч. Кошун-бIов), — «Вежа цвинтарів», колись розташовувався аул, на південній околиці якого, біля самого урвища, стоїть друга бойова вежа, що контролювала прохід в ущелину з боку Грузії. У Цой-Педі розташовані 46 об'єктів культурної спадщини різної збереженості: 42 склепи, 2 стовпоподібні святилища та 2 бойові вежі.

## Сучасний стан
На березень 2013 року вежа перебуває у критичному стані. Необхідне проведення термінових аварійно-рятувальних робіт. На січень 2019 року проведено комплекс реставраційно-відновлювальних робіт, сторожову вежу реконструйовано. Для громадян РФ об'єкт відкритий для відвідування без видачі спеціальних перепусток, для громадян іноземних держав — за спеціальним пропуском ПС ФСБ Росії[джерело?].

## Галерея

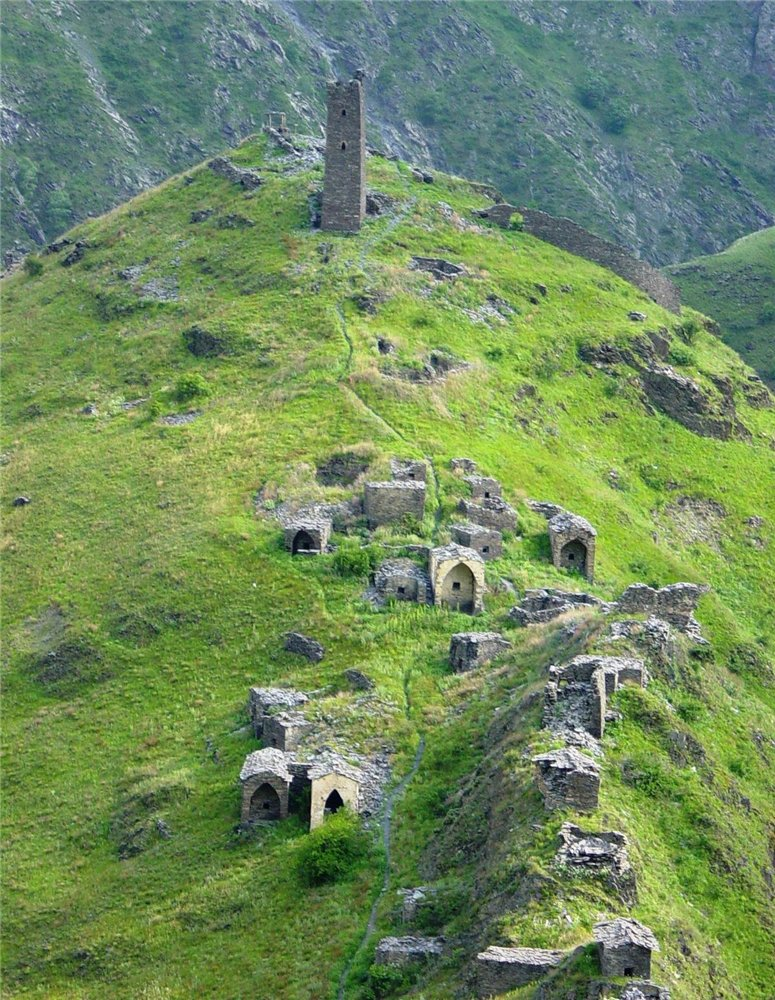
Вид згори
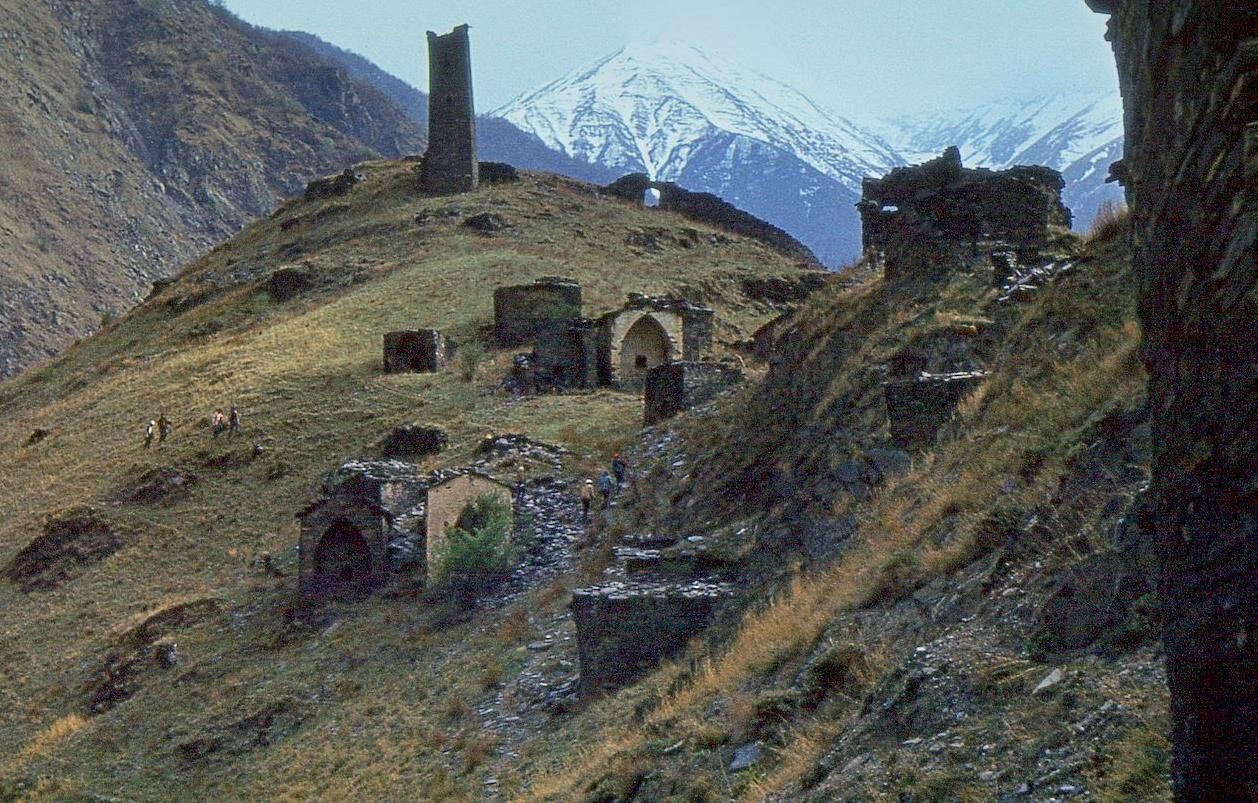
Те саме місце з висоти людського зросту
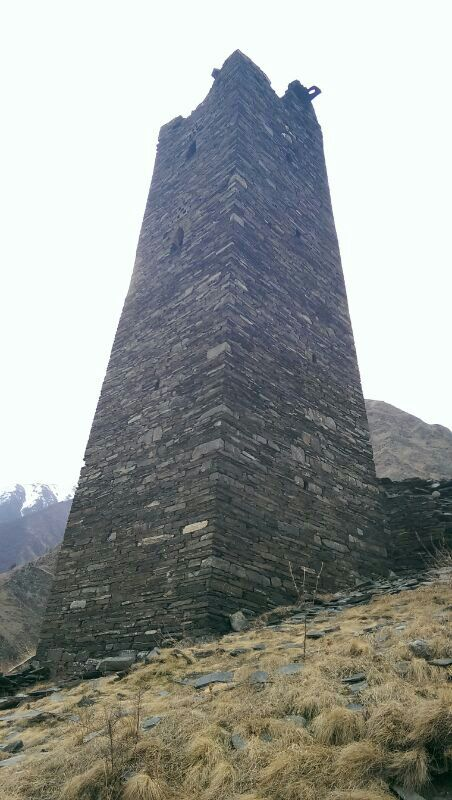
Вежа в Цой-Педі
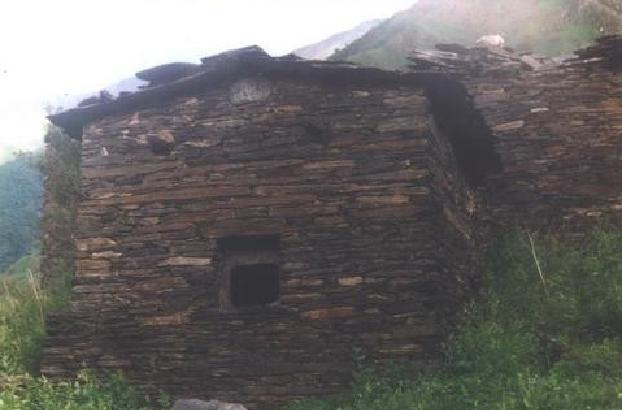
Склеп у Цой-Педі
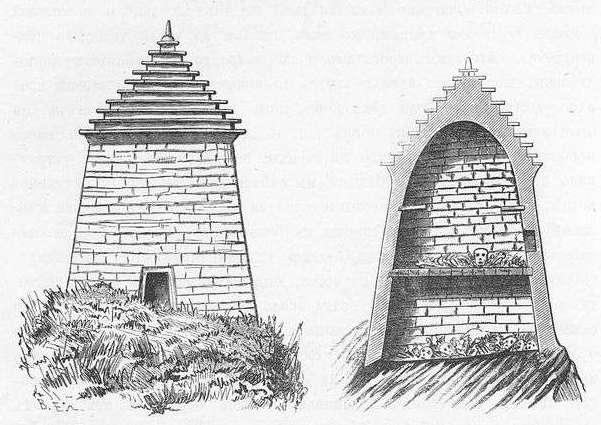
Зовнішній вигляд чеченської усипальниці з пірамідальним покриттям, праворуч розріз тієї ж усипальниці. Малюнок Всеволода Міллера 1886 р.